# Cubakrisen
Cubakrisen er en betegnelse for de 13 dage i oktober 1962, hvor USA og Sovjetunionen gensidigt fremsatte trusler om at anvende atomvåben om nødvendigt. Krisen var kulminationen på Den Kolde Krig, og antagelig det tætteste verden nogensinde har været på en atomkrig mellem de to atommagter.
Krisen opstod, efter at USA havde opstillet atombevæbnede missiler i Tyrkiet og Italien, og som et svar herpå påbegyndte Sovjetunionen opstillingen af en række raketanlæg til fremførsel af mellemdistance-raketter. Fuldt operationsdygtige ville disse raketter kunne nå Washington D.C. og en række andre strategiske mål i USA. Krisen stod på fra den 16. oktober 1962, hvor de sovjetiske missilinstallationer på Cuba blev identificeret, og 13 dage frem til den 28. oktober 1962, da den sovjetiske leder Nikita Khrusjtjov bekendtgjorde, at installationerne på Cuba ville blive demonteret.
Det er en myte i dansk sammenhæng, at Danmark spillede en afgørende rolle i Cubakrisen ved at advare USA om transporten af mellemdistanceraketter til Cuba med observationer fra Langelandsfortet i oktober 1962 af russiske skibe i Storebælt. Dokumenter fra den amerikanske efterretningstjeneste viser ganske vist, at USA fulgte skibstrafikken mellem Sovjetunionen og Cuba tæt i sommeren og efteråret 1962, bl.a. baseret på efterretningerne fra Danmark. Men alt tyder på, at amerikanerne i oktober 1962 var mest optaget af at følge de sovjetiske skibe, der befandt sig nær ved den blokadelinje omkring Cuba, som USA fastsatte under Cubakrisen. Der er således intet i den omfattende internationale forskningslitteratur om Cubakrisen, som tyder på, at særligt de danske observationer fik nogen væsentlig, endsige afgørende betydning for Cubakrisens forløb eller afblæsning. 

## Forhistorie
I 1952 tog Fulgencío Batista magten i Cuba ved et næsten ublodigt militærkup. Batista påbegyndte derefter sit voldsregime i Cuba. Batistas diktatoriske og undertrykkende styreform gjorde ham upopulær blandt den fattige del af befolkningen og førte til oprettelsen af en revolutionær bevægelse mod regeringen. I spidsen for revolutionen stod den cubanske jurist Fidel Castro, der tog magten efter afsættelsen af Fulgencío Batista i 1959.
Cuba havde været amerikansk koloni i årene 1898 – 1902 efter at USA havde hjulpet Cuba i oprøret mod Cubas hersker, Spanien. Cuba blev selvstændigt i 1902, dog med det forbehold, at USA havde ret til indblanding i Cubas affærer, hvis USA's interesser blev truet, og USA havde også ret til en militærbase i Guantanamobugten. Fidel Castro lovede at opbygge et Cuba med demokrati og frihed, og at stoppe Cubas afhængighed af USA.
Fidel Castro ønskede et Cuba, hvor alle havde ret til f.eks. lægehjælp og skole, så han indførte en række reformer, og konfiskerede en del af den landbrugsjord og værdier, der tilhørte amerikanske firmaer og fordelte dem bl.a. mellem cubanske bønder. Dette fik USA til at ændre holdning til landet. Cuba var totalt afhængig af indtægterne fra landets sukkerrørsproduktion, der var verdens største. USA var på det tidspunkt Cubas største aftager af sukkerrør, men USA afbrød sine handelsforbindelser med Cuba, der derfor var tvunget til at søge nye alliancepartnere. Fidel Castro indledte derfor hurtigt et samarbejde med det kommunistiske Sovjetunionen.
Sovjetunionen, der ingen allierede havde på den vestlige halvkugle, så straks en strategisk mulighed i det lille land. Fidel Castro og Nikita Khrusjtjov indgik en handelstraktat, der indbefattede et lån fra Sovjetunionen til Cuba.

### USA’s forhold til Cuba
Allerede før indsættelsen af John F. Kennedy som præsident havde USA haft fokus på Cuba og ville vælte Fidel Castro, da man så hans revolution som en trussel. Da John F. Kennedy indtog posten som præsident, valgte Kennedy-administrationen at gøre et forsøg på at vælte Fidel Castro. Det første forsøg fandt sted i 1961. USA, der var bekymret over den nye alliance, planlagde og understøttede invasionen i Svinebugten i april 1961. Invasionsstyrkerne bestod af 1.500 amerikansk trænede eksilcubanere, der ønskede at vælte Fidel Castro. I USA var man af den overbevisning, at Fidel Castro var voldsomt upopulær blandt befolkningen, men dette var ikke korrekt: Castro var blevet folkets leder. Invasionen slog derfor fejl, og blev i stedet en stor propagandasejr for Cuba..
En af årsagerne til at invasionen i svinebugten ikke lykkedes, var at Fidel Castro forinden havde anmodet Sovjetunionen om støtte til at styrke Cuba militært. Sovjetunionen havde sikret sig at Fidel Castro havde de nødvendige midler for at kunne styrke hæren og en eventuel invasion.
USA forsøgte nu med en anden strategi. Regeringen i Washington afbrød enhver diplomatisk forbindelse til Cuba, og indførte økonomiske sanktioner, der ramte Cuba hårdt. USA's præsident, John F. Kennedy og hans bror, justitsminister Robert Kennedy lagde en ny plan for at vælte Castro. De oprettede ”Operation Moongoose”, som opererede med sabotage af Cuba, bl.a. ved at sprænge broer i luften og afbrænde supermarkeder..
Castro frygtede derfor en ny invasion, og bad derfor Sovjetunionen om militær bistand. Sovjetunionen støttede op om Cuba, dels fordi landet var vigtigt både pga. Cubas strategiske placering kun 140 km syd for Florida, pga. den enorme propagandamæssige værdi landet havde under den kolde krig, men sandsynligvis også fordi, Sovjetunionen hermed kunne placere våben tæt på USA, som modsvar til de amerikanske PGM-19 Jupiter missiler, som USA året før havde opstillet i Tyrkiet og Italien. Dette var en økonomisk god løsning for Sovjetunionen, da man ikke var i besiddelse af langtrækkende raketter som USA. Og Khrusjtjov ønskede ikke at bruge penge på udvikling af våben, da han prioriterede at bruge ressourcer på at øge levestandarden for sovjetborgerne.

## Opstilling af missiler
USA havde under Dwight D. Eisenhower opstillet missiler i Europa, og i 1961 opstillede NATO 15 mellemdistance Jupiter-missiler (mellemdistancemissiler til fremførsel af atomvåben) nær den tyrkiske by Izmir og 30 Jupiter missiler i Italien ved Gioia Del Colle. Disse missiler kunne nå byer i hele det vestlige Sovjetunionen inkl. Moskva.

### De sovjetiske missilinstallationer
De sovjetiske missilinstallationer var mellemdistanceraketter som blev placeret i Cuba. Nikita Khrusjtjov godkendte planerne om opstillingen af de sovjetiske missiler på Cuba i maj 1962. Omkring 20.000 sovjetiske soldater og teknikere var i gang med forberedelserne. I juli sejlede seks skibe fra Sovjetunionen med kurs mod Cuba. Om bord på nogle af disse skibe befandt sig militært materiel. Selvom USA havde efterretninger, der pegede i retning af, hvad Sovjetunionen havde i tankerne, fik skibene lov at sejle uhindret til Cuba. Den amerikanske præsident, John F. Kennedy, forventede ikke, at Sovjetunionen ville skride til en egentlig krigshandling, og den amerikanske administration var af sovjetiske diplomater blevet forsikret om, at der ikke befandt sig sovjetiske missiler på Cuba, og at Sovjetunionen ikke havde nogen planer om at opstille sådanne.
I august 1962 fotograferede et amerikansk spionfly en række jord-til-luft missiler under opførelse på Cuba. Den 8. september ankom den første sending SS-4 Sandal missiler til Havanna. Et SS-4 Sandal-missil (på russisk R-12 Dvina) var i stand til at fremføre atomvåben i megaton-klassen. Den 16. september ankom anden sending SS-4 missiler til Cuba, hvor sovjetiske eksperter konstruerede i alt 9missil-installationer: 6 til SS-4 missiler og 3 til SS-5 missiler, der var i stand til at nå mål 4.000 km væk. Det var dog først den 17. oktober muligt for amerikanske eksperter at identificere anlæggene ved hjælp af luftfotografier. Eksperterne vurderede, at op mod 32 missiler med en rækkevidde på over 1600 kilometer nu befandt sig på Cuba.

### Baggrunden for opstillingen af missilerne
Da Sovjetunionen ønskede at vinde en større indflydelse i de latinamerikanske lande, forekom støtten til Cuba at være en oplagt politisk strategi. Sovjetunionen håbede desuden på at kunne ændre magtbalancen i verden, ved at pleje Sovjetunionens prestige udadtil igennem dens alliance med Cuba.
For Sovjetunionen var det "logiske svar" på USA's pres mod Cuba ifølge Khrushjtjov "opstilling af missiler". Det er dog stadig uklart, om Khrushjtjov håbede på at USA's forhold til dets allierede ville blive svækket, fordi man i Moskva regnede med, at USA ikke ville risikere en krig med kernevåben og derfor ville virke svage. Hvis USA alligevel valgte at angribe Cuba og ikke nøjes med at protestere, ville det måske sikre et brud på forholdet til USA´s allierede. Hermed ville det give anledning til at løse problemet med Berlin. Præsident Kennedy forventede, at Sovjetunionen i givet fald ville udnytte en sådan situation til at skride til handling.

## Khrustjovs svaghed for Cuba
Fidel Castro har senere påpeget, at Nikita Khrusjtjov havde en følelsesmæssig tilknytning til den cubanske revolution
”Nikita elskede Cuba højt. Han havde en svaghed for Cuba, kunne mange måske sige -følelsesmæssigt og så videre – for han var en mand af politisk overbevisning.” 
Khrusjtjovs er på denne baggrund blevet kritiseret for at lade sine følelser gribe ind i revolutionære prioriteringer.[kilde mangler]

## Cubakrisens udvikling
Der findes ikke meget intern sovjetisk information om hvad, der var årsag til, at Sovjetunionen handlede som den gjorde. Denne artikel redegør derfor kun for udviklingen i sagen i USA.
De russiske missilinstallationer blev først opdaget den 14. oktober, da et amerikansk U-2 fly fotograferede en SS-4 installation i nærheden af San Cristobal. Billederne blev forelagt John F. Kennedy den 16. oktober. Missilerne på Cuba ville være i stand til at nå mål 2.000 km væk på bare 20 minutter. De udgjorde dermed en trussel mod Washington D.C. og omkring halvdelen af USA's atom-baser.
Efter at Kennedy var blevet klar over situationens alvor, nedsatte han en speciel taskforce, senere kendt som Sikkerhedsrådets Eksekutivkomité (ExComm – (The Executive Committee of the National Security Council), der udover ham selv og hans bror, justitsminister Robert F. Kennedy, bestod af en række ministre og seniorrådgivere. Fra da af blev alle beslutninger vedrørende Cubakrisen taget i dette organ. ExComm mødtes første gang om morgenen den 16. oktober, og mødtes herefter med jævne mellemrum hele vejen igennem krisen.

### Løsningsforslag
Et forslag om øjeblikkeligt at bombe de kendte missil-installationer blev diskuteret, men imidlertid forkastet. Amerikanerne kunne ikke være sikre på, om de kendte til alle installationer, og et luftangreb mod dem man kendte, kunne udløse et atomart gengældelsesangreb. Det ville på den anden side være et udtryk for intolerance for Sovjetunionens tiltag i Cuba at gennemføre et luftangreb mod Cuba. Et andet forslag om at gå diplomatiets vej ved at appellere til FN blev forkastet: Det ville tage alt for lang tid at få FN til at nå til enighed, og en eventuel FN resolution gav ingen garantier for, at Sovjetunionen ville demontere missilerne. De diplomatiske muligheder i sagen blev allerede forkastet den første dag, ExComm mødtes. De så USA's eneste muligheder som værende militære.
En tredje mulighed, der blev fremlagt i ExComm, var en henvendelse til Fidel Castro. Der var dog flere komplikationer i forbindelse med det. For det første kunne man på ingen måde være sikker på, at forsøget ville lykkes, og man havde desuden et mindre gunstigt forhold til Fidel Castro efter hans nationalisering af amerikanske virksomheder i Cuba og invasionen i Svinebugten. Kennedy var også selv af den opfattelse, at konflikten omkring raketopstillingen i Cuba udelukkende skulle opfattes som et amerikansk-sovjetisk anliggende, så Castro skulle altså ikke involveres. Denne mulighed blev af disse årsager også forkastet tidligt.
En række militærkyndige gik ind for en øjeblikkelig invasion af Cuba. Det blev af en af komitéens deltagere udtrykt sådan: "Invadér, og fjern Castro fra Cuba". Med Svinebugtsaffæren in mente var risikoen for denne aktions fiasko noget, man måtte tage i betragtning. Man ønskede desuden at påføre civilbefolkningen i Cuba så lidt skade som muligt, hvilket denne løsning heller ikke tog højde for.
Det sidste forslag var en flådeblokade af landet rettet mod sovjetiske skibe med militære formål. Omkring denne diskuterede man blandt andet tidsfaktoren som værende svagheden i handlingen. En blokade gav mulighed for et sovjetisk modtræk, og gav desuden mulighed for videre forberedelser af mellemdistanceraketter i Cuba.
Blokadeløsningen og luftangrebet var de to muligheder, man i sidste ende traf valget imellem. Den endelige beslutning faldt på blokadeløsningen, idet man frygtede konsekvenserne af et luftangreb, der blev opfattet som en "ubegrænset" aktion, der ville kunne bruges til at retfærdiggøre en sovjetisk modaktion, f.eks i Berlin. Værnscheferne var tilhængere af luftangrebet, mens Robert McNamara og Robert Kennedy stemte for en blokadeløsning. Torsdag aften den 18. oktober var det klart, at der var et flertal for denne løsning
En plan for invasion af Cuba blev sideløbende udarbejdet, og amerikanske tropper blev samlet i Florida. De amerikanske efterretninger var dog fejlbehæftede: Amerikanerne regnede med, at der befandt sig ca. 10.000 sovjetiske tropper på Cuba, sammen med omtrent 100.000 cubanske. I virkeligheden befandt der sig 43.000 sovjetiske og 270.000 cubanske tropper på øen. Ydermere vidste amerikanerne ikke, at der allerede befandt sig 12 taktiske atomvåben på øen, der kunne sættes ind mod en amerikansk invasion. En invasion kunne derfor have ført til en katastrofe for amerikanerne.[kilde mangler]

### Blokaden
Mellem den 16. oktober og den 19. oktober blev i alt 4 operationelle installationer fotograferet af de amerikanske spionfly. Disse oplysninger blev dog holdt hemmelige indtil den 22. oktober, hvor Kennedy i en tv-tale afslørede, at amerikanerne havde fundet de russiske missilinstallationer. Selv USA's tætteste allierede, England, fik først oplysningerne aftenen før talen. Indtil da havde oplysningerne kun været kendt af de 14 ExComm-medlemmer. I talen appellerede præsidenten til amerikanernes opmærksomhed på, at formålet med missilerne "ikke kunne være andet end at skabe mulighed for at rette angreb med kernevåben på den vestlige halvkugle". I forlængelse heraf gjorde Kennedy det klart, at et angreb med atommissiler fra Cuba ville blive betragtet som en angreb fra Sovjetunionen, og ville blive gengældt som et sådan. Kennedy erklærede også, at Cuba ville blive sat i "karantæne", for at undgå yderligere sovjetisk oprustning. Karantænen indebar, at USA oprettede en flådeblokade af al skibstrafik til og fra Cuba. Blokaden strakte sig 926 km rundt om Cuba i internationalt farvand. Blokaden blev kaldt for en karantæne for ikke at komme i konflikt med international lov, som forbyder, at man blokerer et andet land. En blokade ville betyde det samme som en regulær krigserklæring, og Kennedy ville med ordvalget understrege, at USA og Cuba endnu ikke var i krig.
Den 24. oktober kl.14.00 amerikansk tid begyndte den amerikanske blokade af Cuba. 180 krigsskibe, understøttet af fly eskadriller og 200.000 soldater blev sat i beredskab. Samtidig blev alle civile borgere på den amerikanske flådebase Guantanamo Bay (der ligger på Cuba) sendt til USA.[kilde mangler]
Der var et juridisk problem forbundet med blokaden: Juridisk var det intet ulovligt ved de sovjetiske missil-installationer. De udgjorde klart en trussel mod USA, men lignende missiler stod opstillet rundt om i Europa, og udgjorde en lignende trussel mod Sovjetunionen. Udover de omtalte 15 Jupiter-missiler i Tyrkiet, var der opstillet 60 atomraketter ved Nottingham i England og 30 i Italien. Udover det juridiske problem gav blokaden også anledning til bekymring om, hvordan Sovjetunionen ville reagere på den.
Man frygtede, det ville eskalere situationen. Trods disse bekymringer fik USA en, for Kennedy overraskende, massiv støtte til kursen fra NATO, selv om mange europæiske medlemmer af alliancen ifølge den amerikanske præsident "ikke erkendte de fulde konsekvenser"- at hele NATO kunne blive involveret.

### Kulminationen
Den 23. og 24. oktober sendte Nikita Khrusjtjov breve til Kennedy, hvori han hævdede, at de sovjetiske missiler udelukkende tjente et fredeligt formål.
Den 25. oktober blev der afholdt en ekstraordinær forsamling i FN's Sikkerhedsråd omkring situationen på Cuba. Efter en ophedet debat, hvor de sovjetiske diplomater nægtede at svare på de amerikanske beskyldninger, fremlagde den amerikanske ambassadør, Adlai Stevenson II de amerikanske luftfotos, der afslørede de cubanske missilinstallationer. 
Amerikanerne prajede det første russiske skib Bukarest den 25.oktober, men vurderede skibet som ufarligt og lod det fortsætte. Den 26.oktober bordede amerikanerne skibet Marucla, men fandt intet krigsmateriel og lod skibet sejle videre.
Præsident Kennedy havde i et brev af 25. oktober opfordret Sovjetunionen til at "genoprette den tidligere situation" mellem de stridende parter , og i et personligt og følelsesladet svar tilbød Khrushjtjov den 26. oktober at fjerne missilerne, såfremt USA ville garantere aldrig igen at invadere eller støtte invasioner af Cuba.
Den 27. oktober fremsatte Sovjetunionen i officielle vendinger et nyt forslag, hvori det, udover de tidligere krav, forlangtes, at USA fjernede deres missiler i Tyrkiet og Italien. Dette forslag blev transmitteret direkte i sovjetisk radio.
Efter et hektisk møde i Det hvide hus stod Kennedy-staben fast på, at USA ikke ville imødekomme Sovjets krav om at fjerne de amerikanske missiler i Tyrkiet og Italien. Selvom USA allerede havde i tanker at nedlægge dette anlæg, ville en indrømmelse skabe indtryk af svaghed overfor USSRs krav.
Derfor besluttede John F. Kennedy at undlade at svare på det sidste forslag fra Sovjet og svarede i stedet positivt på forslaget fra d. 26. oktober. Præsident Kennedy vælger hårdnakket at ignorer det sidste forslag, og aftaler med alle sine parter i Det Hvide Hus at fremstå som om de aldrig havde modtaget det sidste forslag. Dette accepterede Sovjetunionen, og krisen var afværget.

## Efterspil
Krisen betød på mange måder en opblødning i forholdet mellem USA og Sovjetunionen, og allerede 6 måneder senere i april 1963 havde USA fjernet alle missiler i Tyrkiet og Italien. I 1963 blev der etableret en direkte telefonlinje mellem Moskva og Washington, den såkaldte røde linje. En sådan linje skulle forhindre fejlinformationer i en lignende kritisk situation. Før denne linje blev oprettet, tog det ca. 4 timer at sende en besked mellem Kreml og Det Hvide Hus. Krisens afslutning førte også til en aftale mellem England, Sovjetunionen og USA om at stoppe med at foretage atomprøvesprængninger i atmosfæren. De to hovedpersoner, Khrusjtjov og Kennedy, ønskede en afspænding i forholdet mellem de 2 lande, men alle deres gode intentioner blev desværre ikke til noget. Kennedy blev som bekendt skudt den 22. november 1963, og Nikita Khrusjtjov blev afsat i 1964, tildels pga. Cubakrisen, der havde fået ham til at fremstå som en svag leder, der måtte bøje sig for amerikanernes pres i en situation, han selv havde skabt. Den efterfølgende sovjetiske ledelse genoptog den sovjetiske oprustning, som derefter fortsatte.